# Khowrzūq
Khowrzūq (persiska: Khūrzūq, Khvorzūq, خورزوق) är en ort i Iran.   Den ligger i provinsen Esfahan, i den centrala delen av landet, 300 km söder om huvudstaden Teheran. Khowrzūq ligger 1 572 meter över havet och antalet invånare är 20 301.
Terrängen runt Khowrzūq är en högslätt.Runt Khowrzūq är det tätbefolkat, med 276 invånare per kvadratkilometer. Närmaste större samhälle är Esfahan, 14,2 km söder om Khowrzūq. Trakten runt Khowrzūq är ofruktbar med lite eller ingen växtlighet.